# A-Plus
Adam Carter (10 de mayo de 1974), más conocido como A-Plus, es un rapero y productor estadounidense. Es uno de los cuatro miembros del grupo Souls of Mischief y, por lo tanto, también parte del colectivo Hieroglyphics.

## Biografía
Nació en Denver, Colorado, en el seno de una familia de inmigrantes jamaicanos. A los 5 años se muda con su familia a Oakland, California, donde conocerá en un futuro al resto de los miembros de su grupo.
En 2005, A-Plus lanza un álbum de remixes titulado Pleemix, Vol. 1, mediante la discográfica Hieroglyphics Imperium Recordings.
El día 1 de mayo de 2007 se edita su primer disco en solitario titulado My Last Good Deed, también mediante Hieroglyphics Imperium Recordings. El primer sencillo de su debut en solitario se titula "Patna Please".

## Discografía

### En solitario
- Pleemix, Vol. 1 (2005) [Álbum de remixes]
- My Last Good Deed (2007)